# Prima Lega 2011-2012 (calcio)
La Prima Lega 2011-2012 è la 115ª edizione del terzo livello del calcio svizzero.
Con la riforma della Prima Lega e della Challenge League le promozioni in categoria superiore furono bloccate e definite in 6 per girone le ammissioni alla nuova Promotion League a cui si dovevano sommare le retrocesse dalla Challenge League.
Alcune delle squadre classificate nelle prime sei posizione in seguito decisero di disputare la nuova Prima Lega Classic definita come questo campionato in soli 3 gironi.

## Gruppo 1

### Partecipanti
| Club            | Città             | Stadio                            | Capacità |
| --------------- | ----------------- | --------------------------------- | -------- |
| Baulmes         | Baulmes           | Stade Sous-Ville                  | 2 500    |
| Bulle           | Bulle             | Stade de Bouleyres                | 5 150    |
| Düdingen        | Düdingen          | Sportanlage Birchhölzli           | ?        |
| Echallens       | Echallens         | Centre sportif des 3 sapins       | 2 000    |
| Grand-Lancy     | Grand-Lancy       | Stade des Fraisiers               | ?        |
| Le Mont         | Losanna           | Terrain du Châtaignier            | ?        |
| Malley          | Losanna           | Centre sportif de la Blécherette  | 500      |
| Martigny        | Martigny          | Stade d'Octodure                  | ?        |
| Meyrin          | Meyrin            | Stade des Arbères                 | 2'018    |
| Monthey         | Monthey           | Stade Philippe Pottier            | ?        |
| Naters          | Naters            | Sportanlage Stapfen               | ?        |
| Sion U-21       | Sion              | Stade Tourbillon                  | 15 000   |
| Team Friburgo   | Friburgo          | Stade Universitaire St-Leonard    | 10 000   |
| Urania Ginevra  | Ginevra           | Stade de Frontenex                | ?        |
| Young Boys U-21 | Berna             | Stade de Suisse Wankdorf          | 32 000   |
| Yverdon         | Yverdon-les-Bains | Stade Municipal Yverdon-les-Bains | 8 200    |

### Classifica finale
|  | Pos. | Squadra         | Pt | G  | V  | N | P  | GF | GS | DR  |
|  | ---- | --------------- | -- | -- | -- | - | -- | -- | -- | --- |
|  | 1.   | Sion U-21       | 56 | 30 | 17 | 5 | 8  | 70 | 41 | +29 |
|  | 2.   | Young Boys U-21 | 52 | 30 | 16 | 4 | 10 | 74 | 50 | +24 |
|  | 3.   | Team Friburgo   | 52 | 30 | 16 | 4 | 10 | 52 | 40 | +12 |
|  | 4.   | Yverdon         | 52 | 30 | 15 | 7 | 8  | 53 | 44 | +9  |
|  | 5.   | Le Mont         | 51 | 30 | 15 | 6 | 9  | 51 | 45 | +6  |
|  | 6.   | Grand-Lancy     | 48 | 30 | 13 | 9 | 8  | 56 | 44 | +12 |
|  | 7.   | Meyrin          | 45 | 30 | 13 | 6 | 11 | 57 | 42 | +15 |
|  | 8.   | Düdingen        | 45 | 30 | 14 | 3 | 13 | 63 | 59 | +4  |
|  | 9.   | Echallens       | 44 | 30 | 12 | 8 | 10 | 62 | 49 | -16 |
|  | 10.  | Martigny        | 41 | 30 | 11 | 8 | 11 | 51 | 50 | +1  |
|  | 11.  | Malley          | 38 | 30 | 10 | 8 | 12 | 66 | 61 | +5  |
|  | 12.  | Bulle           | 37 | 30 | 10 | 7 | 13 | 46 | 59 | -13 |
|  | 13.  | Urania Ginevra  | 36 | 30 | 10 | 6 | 14 | 51 | 67 | -16 |
|  | 14.  | Monthey         | 30 | 30 | 7  | 9 | 14 | 50 | 66 | -16 |
|  | 15.  | Naters          | 29 | 30 | 8  | 5 | 17 | 42 | 72 | -30 |
|  | 16.  | Baulmes         | 14 | 30 | 3  | 5 | 22 | 25 | 80 | -55 |

Legenda:

      Ammessa nella nuova Prima Lega Promotion 2012-2013.
Note:

Tre punti a vittoria, uno a pareggio, zero a sconfitta.
Le squadre Under 21 non possono essere promosse avendo la prima squadra in categoria superiore.

## Gruppo 2

### Partecipanti
| Club                      | Città     | Stadio                     | Capacità |
| ------------------------- | --------- | -------------------------- | -------- |
| Baden                     | Baden     | Stadion ESP                | 7 000    |
| Basilea U-21              | Basilea   | St. Jakob-Park             | 38 500   |
| Breitenrain               | Berna     | Spitalacker                | ?        |
| Dornach                   | Dornach   | Sportanlage Gigersloch     | 2 500    |
| Grasshoppers U-21         | Zurigo    | Letzigrund                 | 26 000   |
| Grenchen                  | Grenchen  | Stadion Brühl              | 10 964   |
| Münsingen                 | Münsingen | Sandreutenen               | 2 200    |
| Muttenz                   | Muttenz   | Sportplatz Margelacker     | 3 200    |
| Old Boys Basilea          | Basilea   | Schützenmatte              | 8 000    |
| Schötz                    | Schötz    | Fussballanlage Wissenhusen | 1 300    |
| Serrières                 | Serrières | Pierre-à-Bot               | 1 700    |
| Soletta                   | Soletta   | Stadion FC Solothurn       | 6 750    |
| Thun Berner Oberland U-21 | Thun      | Arena Thun                 | 10 000   |
| Wangen bei Olten          | Olten     | Chrüzmatt                  | 2 800    |
| Zofingen                  | Zofingen  | Trinermatten               | 1 200    |
| Zurigo U-21               | Zurigo    | Letzigrund                 | 26 000   |

### Classifica finale
|  | Pos. | Squadra                   | Pt | G  | V  | N  | P  | GF | GS | DR  |
|  | ---- | ------------------------- | -- | -- | -- | -- | -- | -- | -- | --- |
|  | 1.   | Old Boys Basilea          | 62 | 30 | 20 | 2  | 8  | 68 | 36 | +32 |
|  | 2.   | Breitenrain               | 61 | 30 | 18 | 7  | 5  | 54 | 25 | +29 |
|  | 3.   | Baden                     | 60 | 30 | 19 | 3  | 8  | 61 | 31 | +30 |
|  | 4.   | Zurigo U-21               | 51 | 30 | 16 | 3  | 11 | 55 | 49 | +6  |
|  | 5.   | Münsingen                 | 50 | 30 | 14 | 8  | 8  | 42 | 36 | +6  |
|  | 6.   | Basilea U-21              | 47 | 30 | 13 | 8  | 9  | 56 | 36 | +20 |
|  | 7.   | Soletta                   | 45 | 30 | 13 | 6  | 11 | 52 | 43 | +9  |
|  | 8.   | Dornach                   | 44 | 30 | 12 | 8  | 10 | 54 | 50 | +4  |
|  | 9.   | Schötz                    | 42 | 30 | 12 | 6  | 12 | 54 | 57 | -3  |
|  | 10.  | Grasshoppers U-21         | 40 | 30 | 12 | 4  | 14 | 50 | 58 | -8  |
|  | 11.  | Wangen bei Olten          | 33 | 30 | 8  | 9  | 13 | 29 | 47 | -18 |
|  | 12.  | Serrières                 | 32 | 30 | 7  | 11 | 12 | 43 | 47 | -4  |
|  | 13.  | Grenchen                  | 29 | 30 | 8  | 5  | 17 | 29 | 64 | -35 |
|  | 14.  | Muttenz                   | 27 | 30 | 8  | 3  | 19 | 41 | 79 | -38 |
|  | 15.  | Thun Berner Oberland U-21 | 26 | 30 | 6  | 8  | 16 | 46 | 58 | -12 |
|  | 16.  | Zofingen                  | 22 | 30 | 5  | 7  | 18 | 35 | 58 | -23 |

Legenda:

      Ammessa nella nuova Prima Lega Promotion 2012-2013
Note:

Tre punti a vittoria, uno a pareggio, zero a sconfitta.
Le squadre Under 21 non possono essere promosse avendo la prima squadra in categoria superiore.

## Gruppo 3

### Partecipanti
| Club             | Città           | Stadio                       | Capacità |
| ---------------- | --------------- | ---------------------------- | -------- |
| Balzers          | Balzers         | Rheinau Balzers              | 2 500    |
| Biaschesi        | Biasca          | Centro sportivo Al Vallone   | 2 850    |
| Cham             | Cham            | Eizmoos                      | ?        |
| Eschen/Mauren    | Mauren          | Sportpark Eschen             | 2 000    |
| Gossau           | Gossau          | Buechenwald                  | 4 670    |
| Höngg            | Zurigo          | Hönggerberg                  | ?        |
| Lucerna U-21     | Lucerna         | swissporarena                | 17 000   |
| Lugano U-21      | Lugano          | Stadio comunale Cornaredo    | 14 873   |
| Mendrisio-Stabio | Mendrisio       | Stadio comunale di Mendrisio | 4 260    |
| Muri             | Muri            | Brühl                        | 2 350    |
| Rapperswil-Jona  | Rapperswil-Jona | Stadio Grünfeld              | 1 000    |
| Sciaffusa        | Sciaffusa       | Stadion Breite               | 420      |
| San Gallo U-21   | San Gallo       | AFG ARENA                    | 18 026   |
| Tuggen           | Tuggen          | Linthstrasse                 | 2 850    |
| Winterthur U-21  | Winterthur      | Schützenwiese                | ?        |
| YF Juventus      | Zurigo          | Juchhof 1                    | ?        |

### Classifica finale
|  | Pos. | Squadra         | Pt | G  | V  | N  | P  | GF | GS | DR  |
|  | ---- | --------------- | -- | -- | -- | -- | -- | -- | -- | --- |
|  | 1.   | Tuggen          | 69 | 30 | 22 | 3  | 5  | 69 | 31 | +38 |
|  | 2.   | Sciaffusa       | 66 | 30 | 21 | 3  | 6  | 88 | 28 | +60 |
|  | 3.   | YF Juventus     | 64 | 30 | 20 | 4  | 6  | 83 | 34 | +49 |
|  | 4.   | Eschen/Mauren   | 53 | 30 | 15 | 8  | 7  | 56 | 43 | +13 |
|  | 5.   | San Gallo U-21  | 50 | 30 | 14 | 8  | 8  | 52 | 43 | +9  |
|  | 6.   | Rapperswil-Jona | 47 | 30 | 11 | 14 | 5  | 60 | 51 | +9  |
|  | 7.   | Cham            | 45 | 30 | 13 | 6  | 11 | 58 | 46 | +12 |
|  | 8.   | Mendrisio       | 42 | 30 | 12 | 6  | 12 | 38 | 33 | +5  |
|  | 9.   | Lucerna U-21    | 40 | 30 | 12 | 4  | 14 | 56 | 59 | -3  |
|  | 10.  | Balzers         | 35 | 30 | 10 | 5  | 15 | 48 | 66 | -18 |
|  | 11.  | Winterthur U-21 | 32 | 30 | 9  | 5  | 16 | 37 | 57 | -20 |
|  | 12.  | Biaschesi       | 29 | 30 | 6  | 11 | 13 | 39 | 53 | -14 |
|  | 13.  | Lugano U-21     | 28 | 30 | 8  | 4  | 18 | 36 | 64 | -28 |
|  | 14.  | Muri            | 28 | 30 | 7  | 7  | 16 | 35 | 66 | -31 |
|  | 15.  | Höngg           | 23 | 30 | 6  | 5  | 19 | 31 | 70 | -39 |
|  | 16.  | Gossau          | 20 | 30 | 5  | 5  | 20 | 42 | 84 | -42 |

Legenda:

      Ammessa nella nuova Prima Lega Promotion 2012-2013.
Note:

Tre punti a vittoria, uno a pareggio, zero a sconfitta.
Le squadre Under 21 non possono essere promosse avendo la prima squadra in categoria superiore.